# Йохан III фон Лихтенберг
Йохан III фон Лихтенберг Млади (на немски: Johann III von Lichtenberg; † 1317/1324 или 7 февруари 1327) от младата линия Лихтенберг е господар на Лихтенберг.
Той е син на Йохан I фон Лихтенберг († 1315), фогт в Елзас, и съпругата му Аделхайд фон Верденберг († 1343), дъщеря на граф Хуго I фон Верденберг-Хайлигенберг († 1280) и Мехтилд фон Нойфен.
Внук е на Лудвиг II фон Лихтенберг († 1271) и маркграфиня Елизабет фон Баден († 1266), дъщеря на маркграф Херман V фон Баден († 1243) и пфалцграфиня Ирменгард Саксонска при Рейн († 1260), която е внучка на херцог Хайнрих Лъв († 1195).
Брат е на Лудвиг III († 1369/1382) и на Херман († 1335), канцлер на император Лудвиг Баварски и епископ на Вюрцбург (1333 – 1335).
През 1271 г. става първото разделяне на собствеността на фамилията Лихтенберг. Наследството реално е поделено през 1330 г.

## Фамилия
Йохан III (II) се жени за Матилда фон Саарбрюкен († сл. 1322), дъщеря на граф Йохан I фон Саарбрюкен († 1341) Те имат пет деца:
- Йохан († 1365), епископ на Страсбург (1353 – 1365)
- Метца († сл. 1345)
- Симон (Симунд) († 23 юни 1380), женен за Аделхайд фон Хелфенщайн († сл. 1383)
- Аделхайд († 11 юни 1353), омъжена пр. 30 януари 1335 г. за граф Николаус фон Залм-Горен Залм, господар на Пютлинген-Вивиерс († 12 април 1343), син на граф Йохан I фон Горен Залм († 1338)
- Лудвиг (* пр. 1310;† сл. 1375)